# Denis Alibec
Denis Alibec (Mangalia, 1991. január 5. –) válogatott román válogatott labdarúgó, csatár. 2023 óta a katari Muaither játékosa.

## Pályafutása

### Klubcsapatban
2008–07-ben a Farul Constanța, 2009 és 2014 között az olasz Internazionale labdarúgója volt. 2011–12-ben a belga Mechelen, 2012–13-ban a Viitorul Constanța, 2013-ban az olasz Bologna csapatában kölcsönben szerepelt az Intertől. 2014–2017 között az Astra Giurgiu játékosaként egy-egy román bajnoki címet és kupagyőzelmet ért el. 2017–18-ban az FCSB, 2018 és 2020 között ismét az Astra Giurgiu labdarúgója volt. 2020 és 2022 között a  török Kayserispor játékosa volt, de közben 2021–22-ben kölcsönben a CFR Cluj, majd a görög Atrómitosz csapatában szerepelt. A CFR Cluj együttesével román bajnok lett a 2021–22-es idényben. 2022 óta újra a Farul Constanța labdarúgója.

### A válogatottban
2007 és 2012 között szerepelt a román U17-es, a U19-es és a U21-es korosztályos válogatottakban. 2015 óta 29 alkalommal szerepelt a román válogatottban és három gólt szerzett. 2015. október 11-én egy Feröer elleni Eb-selejtező-mérkőzésen debütált csereként a találkozó utolsó perceiben Tórshavnban, ahol a román csapat 3–0-s győzelmet aratott. Részt vett a 2016-os Európa-bajnokságon.

#### Góljai a román válogatottban
| #  | Dátum               | Ellenfél | Eredmény | Kiírás              | Esemény |
| -- | ------------------- | -------- | -------- | ------------------- | ------- |
| 1. | 2016. május 29.     | Ukrajna  | 3 – 4    | Barátságos mérkőzés | 57' 74' |
| 2. | 2020. szeptember 7. | Ausztria | 3 – 2    | Nemzetek Ligája     | 3' 68'  |
| 3. | 2023. március 25.   | Andorra  | 2 – 0    | Eb-selejtező        | 49'     |
| 4. | 2023. szeptember 9. | Izrael   | 1 – 1    | Eb-selejtező        | 27' 65' |
| 5. | 2023. november 21.  | Svájc    | 1 – 0    | Eb-selejtező        | 50' 83' |

## Magánélete
Apja révén krími tatár származású. Apja, Gevrim és nagybátyja, Gelil a harmadosztályú FC Neptun játékosai voltak.

## Sikerei, díjai
- Gazeta Sporturilor Az év román labdarúgója (2016) [6]

 Internazionale
- Olasz szuperkupa (Supercoppa Italiana)
  - győztes: 2010
- Klubvilágbajnokság
  - győztes: 2010

 Astra Giurgiu
- Román bajnokság (Liga I)
  - bajnok: 2015–16
- Román kupa (Cupa României)
  - győztes: 2014
  - döntős: 2019
- Román szuperkupa (Supercupa României)
  - győztes (2): 2014, 2016

 CFR Cluj
- Román bajnokság (Liga I)
  - bajnok: 2021–22